# Егоров, Алексей Дмитриевич
Алексей Дмитриевич Егоров (1899―1970) ― советский якутский учёный, доктор биологических наук, профессор Якутского государственного университета,  Заслуженный деятель науки Якутской АССР, Заслуженный деятель науки РСФСР.

## Биография
Родился в 1899 году во  2 Баягантайском наслеге Усть-Алданского улуса Якутии. В 1908 году начал учиться в Баягинской народной школе имени Маслова.
В 1920 году окончил Якутскую учительскую семинарию. До 1928 года работал школьным учителем в родном Баягантайском улусе.
В 1931 году окончил естественный факультет Иркутского  индустриально-педагогического института. В 1933 году завершил учебу в аспирантуре Восточно-Сибирского государственного университета по специальности «Аналитическая химия».
29 июня 1938 года в МГУ защитил кандидатскую диссертацию по химии на тему «Применение комплексов сульфосалициловой кислоты в анализе». В том же году начал преподавать на естественном факультете Якутского педагогического института. Был деканом этого факультета до 1941 года.
В 1951 году защитил докторскую диссертацию на тему: «Аскорбиновая кислота и каротин во флоре Якутии». В 1955 году утвержден в звании профессора. Заведовал химической лабораторией Якутской базы АН СССР и лабораторией биохимии Института биологии Якутского филиала СО АН СССР.
Занимался исследованием химического состава и биохимических особенностей кормовых и лугово-пастбищных растений Якутии. Написал более 150 научных работ.
Избирался депутатом Верховного Совета Якутской АССР. Умер в 1970 году в Якутске.

## Награды и звания
- Орден «Трудового Красного Знамени»
- Три ордена «Знак Почета»
- Заслуженный деятель науки Якутской АССР
- Заслуженный деятель науки РСФСР
- Медаль «За доблестный труд в Великой Отечественной войне 1941-1945 гг.»
- Знак «Отличник просвещения РСФСР»
- Почетные грамоты Президиума Верховного Совета Якутской АССР[3]

## Память
Памяти профессора Алексея Дмитриевича Егорова посвящены республиканские научно-практические конференции «Егоровские чтения» (1980, 1992, 1999).